# Moraea villosa
Moraea villosa là một loài thực vật có hoa trong họ Diên vĩ. Loài này được (Ker Gawl.) Ker Gawl. miêu tả khoa học đầu tiên năm 1833.